# Stiphodon
Stiphodon és un gènere de peixos de la família dels gòbids i de l'ordre dels perciformes.

## Distribució geogràfica
Es troba a Àsia i Oceania (especialment al Japó, Samoa, les Illes Cook i les Filipines).

## Taxonomia
- Stiphodon alleni (Watson, 1996)
- Stiphodon astilbos (Ryan, 1986)
- Stiphodon atratus (Watson, 1996)[3]
- Stiphodon atropurpureus (Herre, 1927)
- Stiphodon aureorostrum (Chen & Tan, 2005)[4]
- Stiphodon birdsong (Watson, 1996)[3]
- Stiphodon caeruleus (Parenti & Maciolek, 1993)[5]
- Stiphodon carisa (Watson, 2008)[6]
- Stiphodon discotorquatus (Watson, 1995)[7]
- Stiphodon elegans (Steindachner, 1879)[8]
- Stiphodon hydroreibatus (Watson, 1999)[9]
- Stiphodon imperiorientis (Watson & Chen, 1998)[10]
- Stiphodon julieni (Keith, Watson & Marquet, 2002)[11]
- Stiphodon kalfatak (Keith, Marquet & Watson, 2007)[12]
- Stiphodon larson (Watson, 1996)[3]
- Stiphodon martenstyni (Watson, 1998)[13]
- Stiphodon multisquamus (Wu & Ni, 1986)[14]
- Stiphodon olivaceus (Watson & Kottelat, 1995)[15]
- Stiphodon ornatus (Meinken, 1974)[16]
- Stiphodon pelewensis (Herre, 1936)[17]
- Stiphodon percnopterygionus (Watson & Chen, 1998)
- Stiphodon rubromaculatus (Keith & Marquet, 2007)[18]
- Stiphodon rutilaureus (Watson, 1996)[3]
- Stiphodon sapphirinus (Watson, Keith & Marquet, 2005)
- Stiphodon semoni (Weber, 1895)[19]
- Stiphodon stevensoni (Jordan & Seale, 1906)
- Stiphodon surrufus (Watson & Kottelat, 1995)[15]
- Stiphodon tuivi (Watson, 1995)[7]
- Stiphodon weberi (Watson, Allen & Kottelat, 1998)[20]
- Stiphodon zebrinus (Watson, Allen & Kottelat, 1998)[20][21][22][23]